# تشكل العظم الوتدي

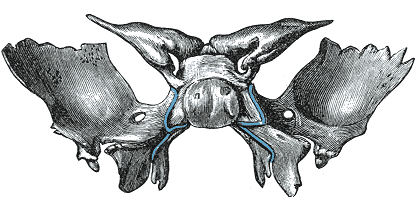
الشكل 4 : العظم الوتدي عند الولادة، الجانب الخلفي.

يتكون جسم العظم الوتدي حتى الشهر السابع أو الثامن من عمر الجنين من جزأين، وهما: مقدمة الوتد أمام حديبة السرج، الذي تتصل به الأجنحة الصغيرة؛ والآخر الذي يشمل السرج التركي وسروج الظهر، وهو خلف جناح الوتدي، الذي يرتبط مع الأجنحة الكبيرة والنتوءات الجناحية.
يتشكل الجزء الأكبر من العظام في الغضروف. وهناك أربعة عشر مركزًا على وجه العموم، ستة مراكز لمقدم الوتدي وثمانية لخلف الجناح الوتدي.

## مقدم الوتدي
يظهر في الأسبوع التاسع من عمر الجنين تقريبًا مركز تعظم لكل واحد من الأطراف الصغيرة (حجاجي وتدي) مباشرة بجانب الثقبة البصرية؛ ثم تظهر نواتان بعد فترة وجيزة في جزء مقدم الوتدي للجسم.
تنمو كل من المحارات الوتدية من مركز يتسبب في ظهورها في الشهر الخامس تقريبًا؛ وعند الولادة تتكون من صفائح ثلاثية صغيرة، ولا تظهر حتى السنة الثالثة وتصبح جوفاء ومخروطية؛ وتلتحم مع تيهات العظم الغربالي في السنة الرابعة تقريبًا، وتتوحد مع العظم الوتدي فيما بين السنة التاسعة والثانية عشرة.

## خلف جناح الوتدي
أولى النوى المُعَظِّمة هي تلك التي تحتوي على أجنحة كبيرة (جناح كبير للعظم الوتدي). تظهر النواة في كل جناح بين الثقبة المدورة والثقبة البيضاوية في الأسبوع الثامن تقريبًا. يتعظم كل من الصفيحة الحَجاجية وذلك الجزء من العظم الوتدي الذي يوجد في الحفرة الصدغية، إضافة إلى تعظم الصفيحة الوحشية للناتئ الجناحي (فاوسيت).
وتظهر بعد فترة قصيرة مراكز جزء خَلف جَنَاح الوَتِدي للجسم، أحدها على أي من جانبي السرج التركي، والتي تمتزج معًا في منتصف الحياة الجنينية تقريبًا.
تتعظم كل صفيحة جناحية وسطية (باستثناء الشص الخاص بها) في الغشاء، ومن المرجح أن يظهر مركزها في الأسبوع التاسع أو العاشر تقريبًا؛ ويصبح الشص غضروفًا أثناء الشهر الثالث، ويتعظم في الحال تقريبًا (فاوسيت).
ترتبط الصفيحة الجناحية الوسطية مع الطرفية في الشهر السادس تقريبًا.
ويظهر مركز لكل لسين في الشهر الرابع تقريبًا ويرتبط بسرعة مع ما تبقى من عظام.
يرتبط مقدم الوتدي بخلف جناح الوتدي في الشهر الثامن تقريبًا، وعند الولادة يكون العظم الوتدي في ثلاث قطع كما هو مبين في [شكل 4]:، قطعة مركزية تحتوي على الجسم والأجنحة الصغيرة وقطعتين في الأطراف، يتكون كل منهما من جناح كبير ونتوء جناحي.
تتوحد الأجنحة الكبيرة والجسم في السنة الأولى بعد الولادة، وتمتد الأجنحة الصغيرة للداخل فوق الجزء الأمامي للجسم، وتتقابل مع بعضها في الخط الناصف، وتشكل سطحًا مرتفعًا سلسًا، ويسمى ذلك الالتحام الوتدي.
وبحلول السنة الخامسة والعشرين يندمج العظم الوتدي مع العظم القذالي تمامًا.
أحيانًا يوجد بين خلف جناح الوتدي ومقدم الوتدي بقايا قناة هي القناة القحفية البلعومية، والتي يتم عن طريقها، في بداية حياة الجنين، نقل الرتج النخامي للأديم الظاهر الشدقي.
توجد الجيوب الوتدية في شكل تجاويف دقيقة في وقت الولادة (أونودي)، ولكنها لا تصل إلى حجمها الكامل حتى بعد البلوغ.

## الأربطة الأساسية للعظم الوتدي
وأكثرها أهمية هي كالتالي: 
- الجناحي الشوكي الذي يمتد بين الشوكة الزاوِية والصفيحة الجناحية الطرفية (انظر اللفافة الرقبية).
- بَين الناتئين السريريين، وهو ناتئ ليفي يربط بين النتوءات السريرية الأمامية والخلفية.
- السباتي السريري، الذي يربط النتوءات السريرية الأمامية بالوسطى.

أحيانا تتعظم هذه الأربطة.